# Addicció sexual
Addicció sexual és el fenomen segons el qual els individus desitgen tenir relacions sexual molt més sovint d'allò considerat habitual. També se l'anomena dependència sexual i compulsivitat sexual. L'existència d'aquesta condició no està universalment acceptada pels sexòlegs i la seva etiologia, naturalesa i validesa és debatuda.
Els partidaris d'aquest concepte han ofert diverses descripcions, cadascuna d'acord amb el seu model favorit del fenomen putatiu. Els que proposen un model addictiu del fenomen es refereixen a ell com "addicció sexual" i ofereixen definicions basades en addiccions a substàncies; els que proposen els models de la manca de control es refereixen a la "compulsivitat sexual" i ofereixen definicions basades en els problemes obsessius-compulsius (OCD); etc. Els escèptics creuen que és un mite i que en realitat és el subproducte d'influències culturals i d'altres tipus.

## Condicions associades
Els pacients que pateixen d'un trastorn bipolar poden alterar sovint la seua conducta sexual depenent del seu estat anímic. Algunes malalties neurològiques com l'Alzheimer, algunes lesions cerebrals, la síndrome de Klüver-Bucy, la síndrome de Kleine-Levin i altres malalties neurodegeneratives poden causar una conducta hipersexual. De vegades, també les drogues com la metamfetamina podem contribuir a desenvolupar aquest comportament.